# Sewol
Sewol 세월 var navnet på en sydkoreansk færge, der kæntrede og sank den 16. april 2014 1,7 sømil (2,7 km) fra Seogeochado-øen i Jindo-amtet, sydvestligst i Sydkorea. Færgen var på vej fra havnebyen Incheon nær Seoul til ferieøen Jeju-do syd for den koreanske halvø med 475 mennesker om bord, herunder en besætning på 30 og 325 skolebørn i 16-17 års-alderen og 15 lærere fra Danwon high school i Seoul-forstaden Ansan.

Ifølge en opdatering en måned efter ulykken er 281 fundne døde, 172 reddet i live og 23 savnes fortsat.

RoRo-skibet tilhørende Chonghaejin Marine Company i Incheon transporterede 150-180 køretøjer og 1.157 tons gods, herunder flere store containere  og skal på ulykkestidspunktet være ført af en tredjestyrmand.

Fra skibet fik slagside mod bagbord og udsendte nødsignal kl. 08.58 koreansk standardtid (kl. 01.58 dansk sommertid) gik der ca. 2 timer indtil skibet endegyldigt var kæntret i det 12 grader kolde og 37 meter dybe vand med stærk tidevandsstrøm. Den mislykkede evakuering forværredes af skibets automatiske nødalarm, som narrede mange passagerer til at blive hvor de var, bl.a. i kantinen, så de ikke nåede at komme ud.

Den 69-årige kaptajn Lee Joon-seok og andre overlevede besætningsmedlemmer begæredes 18. april 2014 anholdt.

Nye oplysninger er kommet frem om ejerne af Cheonghaejin Marine Co., den kontroversielle milliardær Yoo Byung-Eun, som tidligere har sat 4 år i fængsel for økonomisk kriminalitet og har været i politiets søgelys i sin egenskab som religiøs leder.

Desuden forlyder det i en ulykkesrapport, at skibet var læsset med 3 gange vægten af den maksimalt tilladte last.
Ejeren Yoo Byung-Eun og hans 2 sønner har fået forbud mod udrejse af Sydkorea.

Det formodes at kæntringen er udløst ved, at den 25-årige kvindelige 3. styrmand Park Han-kyul, som på ulykkestidspunktet stod ved roret, foretog en pludselig skarp drejning i det farefulde og stærkt tidevandsprægede farvand, så lasten forskubbede sig.

7 af besætningens 29 medlemmer formodes omkommet.

Færgeejeren Yoo Byung-eun blev juni 2014 fundet død på en mark.

## Eksterne links
- Danwon High School's Arkiveret 2. februar 2006 hos  Wayback Machine hjemmeside
- M/S Sewol (+2014) - wrecksite.eu 18. april 2014.
- Human Error Suspected as Hope Fades in Korean Ferry Sinking - ferriesdisasters.blogspot.dk

34°13′5″N 125°57′0″Ø / 34.21806°N 125.95000°Ø